# أصحاب القصيدة الواحدة
أصحاب القصيدة الواحدة من الشّعراء من يعرف بقصيدة واحدة جيدة وبقية شعره دونها.